# Wolfgang Böhmer
Wolfgang Böhmer (født 27. januar 1936 i Dürrhennersdorf (de), død 29. juni 2025) var en tysk politiker, der fra 2002 til 2011 var ministerpræsident i delstaten Sachsen-Anhalt, valgt for CDU. 
Böhmer blev i 1959 dr. med. fra Universität Leipzig og arbejdede efterfølgende på en gynækologisk klinik. Fra 1974 til 1991 var han cheflæge ved Krankenhaus Paul-Gerhardt-Stift i Wittenberg. 
Han blev politisk aktiv som medlem af Christlich-Demokratische Union Deutschlands i det daværende DDR i 1990 og blev samme år medlem af landdagen i Sachsen-Anhalt. I første omgang sad han til 2002, var medlem igen fra 2005 til 2006 og endelig fra 2007. Fra 1998 til 2002 var han næstformand for delstatsparlamentet, og fra 2001 til 2002 tillige gruppeformand for CDU. Fra 2002 til 2003 var han formand for Forbundsrådet. Han dannede regering med FDP efter valget i 2002 og blev igen i 2006, denne gang dog med SPD. Ved landdagsvalget 2011 kandiderede han ikke mere. Han blev efterfulgt af Reiner Haseloff (de).